# Staatsstraße 12 (Finnland)

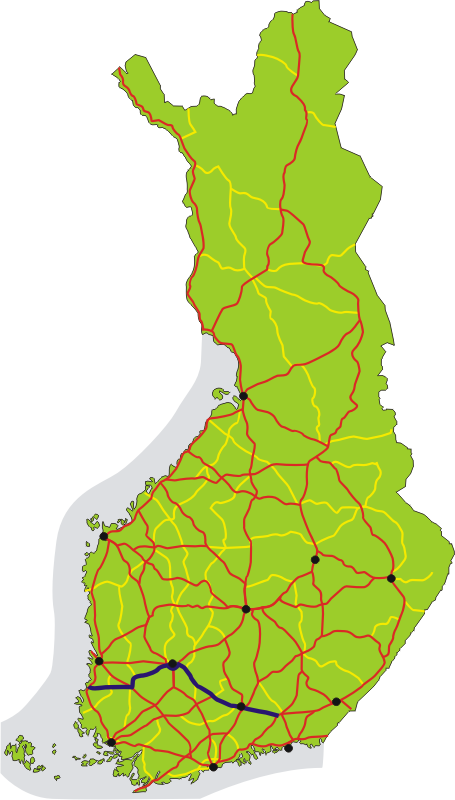
Verlauf der Staatsstraße 12

Die finnische Staatsstraße 12 (finn. Valtatie 12, schwed. Riksväg 12) führt von Rauma am Bottnischen Meerbusen nach Osten über Tampere und Lahti nach Kouvola. Die Straße ist 339 Kilometer lang.

## Streckenverlauf

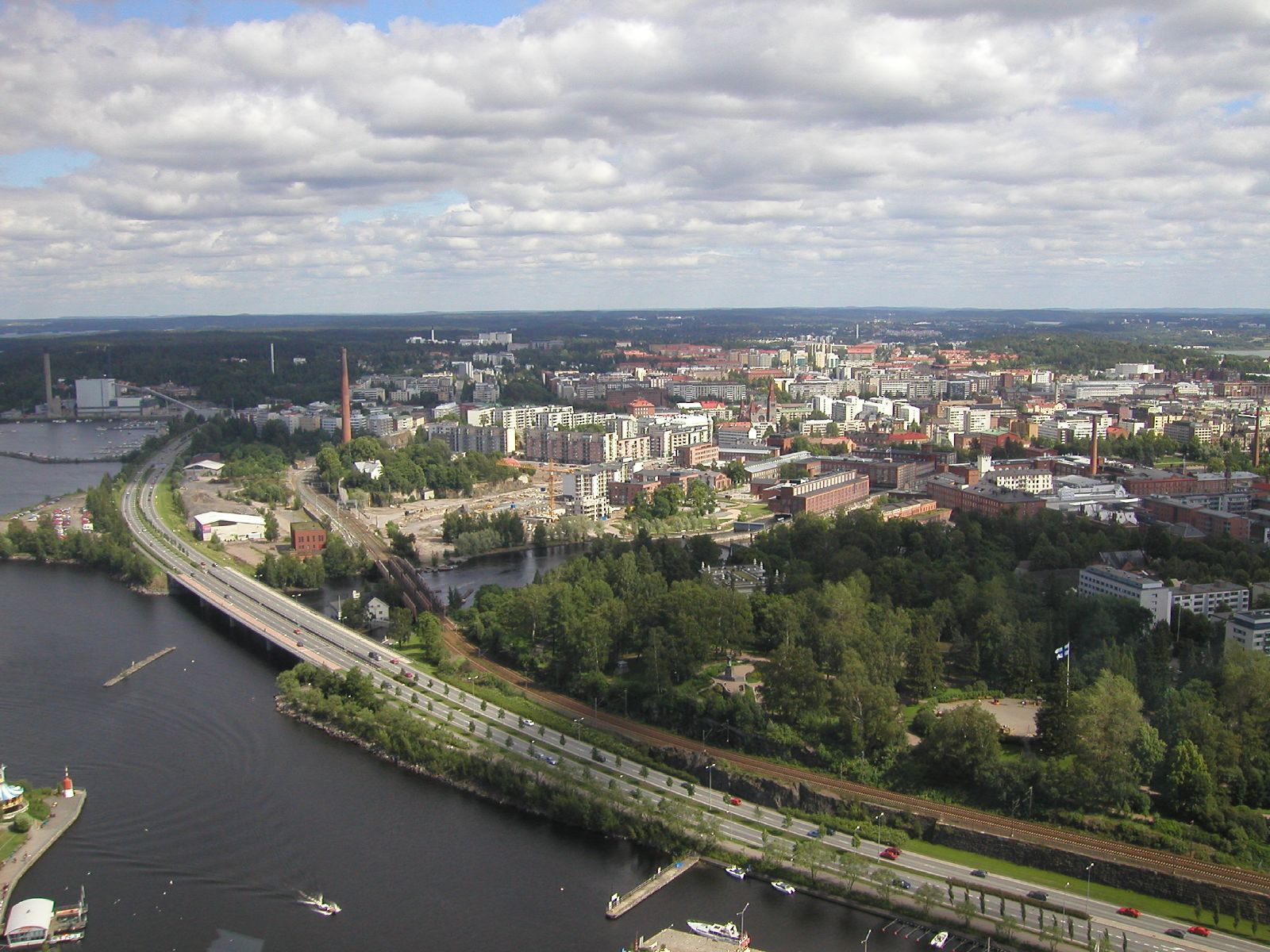
Die Straße vom Aussichtsturm in Tampere gesehen

Die Staatsstraße 12 zweigt von der Staatsstraße 8 (zugleich Europastraße 8) ab, kreuzt in Huittinen die Staatsstraße 2 und bei Nokia die hier autobahnmäßig ausgebaute Staatsstraße 3 (zugleich Europastraße 12), in Tampere die Staatsstraße 9 (zugleich Europastraße 63), nimmt im weiteren Verlauf die Staatsstraße 10 auf, kreuzt in Lahti die Staatsstraße 4 (zugleich Europastraße 75) und endet in Kouvola an der Staatsstraße 6, die weiter nach Imatra führt.